# Chine aux Jeux olympiques d'hiver de 1988
La Chine est représentée par 13 athlètes aux Jeux olympiques d'hiver de 1988 à Calgary.

## Médailles
Aucune médaille n'a été remportée par la délégation chinoise lors de ces Jeux olympiques.